# Goal! : Naissance d'un prodige
Pour l’article homonyme, voir Goal.
Série Goal!
Goal 2 : La Consécration
(2007)
Pour plus de détails, voir Fiche technique et Distribution.
Goal ! : Naissance d'un prodige (Goal!) est un film britannico-américain réalisé par Danny Cannon et sorti en 2005. Il s'agit du premier volet d'une trilogie racontant l'ascension d'un jeune joueur mexicain.
Le film est présenté en avant-première mondiale au festival du cinéma américain de Deauville 2005. Le film reçoit des critiques plutôt mitigées et ne rencontre pas le succès commercial

## Synopsis
Au Mexique, dans un milieu pauvre, Santiago « Santi » Muñez — âgé de 10 ans — est passionné de football. La nuit tombée, lui, son père et sa grand-mère passent clandestinement la frontière mexicaine pour aller vivre aux États-Unis d'Amérique, mais il perd son ballon en fuyant les policiers postés à la frontière.
Dix ans plus tard, Santi se dore les pieds au soleil, assis sur un matelas pneumatique dans une piscine. Mais les conditions de vie de sa famille sont toutes autres. Il vit avec son père, sa grand-mère et son petit frère dans un quartier défavorisé de Los Angeles et travaille dans une équipe de jardinage avec son père dans les quartiers riches, son deuxième emploi étant celui de plongeur dans un restaurant chinois (dont le propriétaire refuse de le faire passer au service sous prétexte qu'il "n'a rien d'un chinois"). Il joue au football dans une banale équipe de latino-américains comme lui, mais il se démarque des autres  par sa technique  balle au pied en enchaînant coups de reins et frappes imparables, mais il est asthmatique.
Un après-midi, par le plus grand des hasards, Santi se retrouve sur le même complexe sportif que Glen Foy, ancienne gloire de Newcastle United et ancien recruteur du même club. Glen est sur le bord du terrain pour regarder jouer son petit-fils contre d'autres enfants, mais le match n'est pas des plus emballants. Santi et son équipe jouent sur le terrain juste à côté. Après lui avoir rendu la balle sur une sortie en touche, Glen se met à regarder le match avec l'entraîneur de Santi. Foy est subjugué par le talent dont le jeune latino-américain fait preuve, même s'il émet quelques réserves sur son individualisme. À la fin du match, Glen interpelle Santi, se présente et lui demande s'il est intéressé pour faire un essai en Angleterre après avoir été présenté à un agent de joueur. Santi est d'accord et lui donne la date de son prochain match. L'agent en question se nomme Barry Rankin. Il semble avoir plus de motivation pour faire la fête dans les quartiers riches que pour aller observer Santi sur la proposition de Glen. Il ne vient d'ailleurs pas au match, et Santi pense que ces espoirs de professionnalisme s'arrêteront à la simple rencontre de Glen. Peu après, l'ex-Magpie (surnom des joueurs de Newcastle) appelle directement par téléphone Erik Dornhelm, manager général du club anglais, pour obtenir une période d'essai pour Santi, finalement accordée. Le lendemain, Glen trouve Santi avec sa famille à la sortie de l'église et l'informe que s'il veut venir faire un essai en Angleterre, il n'a qu'à le rejoindre à Newcastle.
Santi croit dur comme fer à ce rêve, rêve que son père trouve complètement absurde et impossible à atteindre. Il se démène à son travail et fait des paris avec ses collègues du restaurant pour payer son billet d'avion pour l'Angleterre. Mais alors qu'il avait presque réuni tout l'argent nécessaire, il se rend compte que son père lui en a volé la quasi-totalité pour acheter un pick-up. Leur altercation sera la dernière fois qu'ils se parleront. Le lendemain, la grand-mère de Santi profite de l'absence du père pour lui donner des billets de car pour Mexico puis d'avion pour Londres, qu'elle a acheté avec ses économies à elle. Santi part le jour même, à l'insu de son père. Dans le même temps, Gavin Harris, attaquant anglais de 28 ans, débarque à Toon (autre nom de la ville de Newcastle), pour essayer de retrouver une gloire qu'il n'a plus connu depuis bien longtemps à cause de ses performances désastreuses et de ses excès hors du terrain. Santi arrive alors à Newcastle et Glen l'héberge chez lui. Le lendemain de son arrivée, il prend ses marques en ville avant de rencontrer Dornhelm pour l'essai. Le manager lui donne sa chance le temps d'un entraînement avec l'équipe réserve. Harris participe également à cet entraînement, sanctionné par Dornhelm parce qu'il est arrivé en retard à celui de l'équipe première.
Cet entraînement sera un cauchemar pour Santiago. Du début à la fin, il vole par terre en glissant sans cesse sur la pelouse détrempée, sans compter les tacles vicieux du tristement renommé Hughie McGowan, défenseur trentenaire de la réserve. Son seul vrai fait d'armes sera un coup du sombrero réalisé sur le même McGowan. Dornhelm n'est pas convaincu mais Glen plaide les circonstances atténuantes (décalage horaire, fatigue du voyage, conditions dantesques…) et insiste lourdement pour que le manager prolonge la période d'essai de Santi. Ce qu'il obtiendra. Santiago Muñez a 1 mois pour faire ses preuves avec l'équipe réserve de Newcastle. Il s'adapte comme il peut, fait la connaissance de Roz Harmison, infirmière du club, pendant sa visite médicale (au cours de laquelle il cache son asthme), et Jamie, autre joueur de la réserve avec qui il traîne en ville, mais lui et McGowan ne peuvent toujours pas se voir. Dans les vestiaires avant un match, Santi laisse malencontreusement son inhalateur et McGowan le détruit volontairement en marchant dessus. Pendant le match face à la réserve de Manchester United, Santi fait de l'asthme et Dornhelm, sentant que quelque chose ne va pas, décide de le faire remplacer. Son entraîneur va le voir dans les vestiaires et lui conseille de se confier sur son problème. Santiago ne voulant rien dire, l'entraîneur décide de ne pas le garder. Le jeune homme vient rendre visite à Roz chez elle et lui avoue qu'il est asthmatique. Se rendant compte qu'il est amoureux de Roz, il l'embrasse et cette dernière se laisse faire.
Alors que Santi se rendait à la gare en taxi, Gavin a un problème de voiture et ce même taxi vient le chercher pour le déposer à l'entraînement. Gavin tente de convaincre le président du club, Dornhelm, de garder Santiago dans l'équipe, tout en lui apprenant que ce dernier est asthmatique. Sachant que Santi a menti sur son état de santé, Dornhelm accepte tout de même de lui donner une nouvelle chance, en lui demandant d'aller voir le médecin de l'équipe, de lui faire part de son problème de santé et de reprendre l'entraînement. Grâce à sa persévérance, Munez est intégré à l'équipe, fait sensation en marquant des buts avec la réserve et finit par rejoindre l'équipe première. Son père assiste d'ailleurs au match de son fils à la télévision et voyant ses performances sur le terrain, semble fier de lui. Malheureusement, alors qu'il s'entraîne, Santi apprend, par sa grand-mère au téléphone, le décès de son père d'une crise cardiaque. Il décide tout de même de rester en Angleterre et de poursuivre son chemin. Lors d'une soirée, Gavin présente Santi à trois joueurs du Real Madrid : David Beckham, Raul et Zinedine Zidane. Santi est d'ailleurs titulaire contre Liverpool et réussit un match exceptionnel en faisant une passe décisive, puis marquant le but de la victoire sur coup franc, permettant à Newcastle d'être européen la saison prochaine. Sa grand-mère l'appelle pour le féliciter de son match et l'informer que son père a vu son match contre Fulham, ce qui le rend heureux.

## Fiche technique
Sauf indication contraire, les informations mentionnées dans cette section peuvent être confirmées par la base de données cinématographiques IMDb,  présente dans la section « Liens externes ».
- Titre original : Goal! (Goal! The Dream Begins aux États-Unis)
- Titre français : Goal ! : Naissance d'un prodige
- Réalisation : Danny Cannon
- Scénario : Mike Jefferies (en), Adrian Butchart (en), Dick Clement et Ian La Frenais (en)
- Photographie : Michael Barrett
- Musique : Graeme Revell
- Décors : Laurence Dorman
- Montage : Chris Dickens
- Costumes : Lindsay Pugh
- Producteurs : Matt Barrelle, Mark Huffam et Mike Jefferies (en)

Coproducteurs : Jo Burn, Chris Ouwinga, Danny Stepper et Darryn Welch
Producteurs associés : Nicolas Gautier, Stevie Hargitay, Jonathan Harris et Allen Hopkins
Producteurs délégués : Lawrence Bender et Peter Hargitay
- Sociétés de production : Milkshake Films, Touchstone Pictures, Little Magic Films et Toshiba Entertainment
- Distribution : Buena Vista Pictures (États-Unis), Buena Vista International (France),
- Pays d'origine :  Royaume-Uni,  États-Unis
- Langues originales : anglais, espagnol
- Format : couleur - 2.35:1 - son SDDS / Dolby Digital / DTS
- Budget : 30 millions de dollars[1]
- Genre : drame sportif
- Durée : 118 minutes
- Dates de sortie
  - France : 8 septembre 2005 (festival du cinéma américain de Deauville) ; 12 octobre 2005 (sortie nationale)
  - Royaume-Uni : 30 septembre 2005
  - Suisse romande, Belgique : 19 octobre 2005
  - États-Unis : 12 mai 2006

## Distribution
- Kuno Becker (VF : Emmanuel Garijo) : Santiago « Santi » Munez
- Alessandro Nivola (VF : Cédric Dumond) : Gavin Harris
- Stephen Dillane (VF : Nicolas Marié) : Glen Foy
- Marcel Iures (VF : Georges Claisse) : Erik Dornhelm
- Anna Friel (VF : Jennifer Lauret) : Roz Harmison
- Tony Plana (VF : Diego Asencio) : Hernan Munez
- Kieran O'Brien (VF : Jérôme Pauwels) : Hughie McGowan
- Gary Lewis (VF : Gérard Surugue) : Mal Braithwaite
- Sean Pertwee (VF : Gilles Morvan) : Barry Rankin
- Miriam Colon (VF : Léonore Galindo) : Mercedes
- Robert Dixon (VF : Patrick Raynal) : Bobby Redfern
- Cassandra Bell (VF : Laura Blanc) : Christina
- Alejandro Tapi : Julio
- Kate Tomlinson (VF : Virginie Méry) : Val
- Kevin Knapman (VF : Tristan Petitgirard) : Jamie Drew
- Lee Ross (VF : Stéphane Miquel) : Bluto
- Emma Reid-Rayner (VF : Ingrid Donnadieu) : Lorraine
- Frances Barber (VF : Annabelle Roux) : Carol Harmison

Source et légende : VF,

### Célébrités jouant leur propre rôle
- Zinédine Zidane (VF : parle en espagnol), footballeur
- Raúl (VF : parle dans sa langue d'origine (espagnole)), footballeur
- David Beckham (VF : Vincent Ropion), footballeur
- Alan Shearer (VF : Julien Kramer), footballeur
- Sven-Göran Eriksson, entraîneur
- Ronaldinho, footballeur
- Kieron Dyer, footballeur
- Rafael Benítez, entraîneur
- Patrick Kluivert, footballeur
- Paul Konchesky
- Kaká, footballeur
- Eiður Guðjohnsen, footballeur
- Brian Johnson, chanteur
- Milan Baroš, footballeur
- John Terry, footballeur
- Frank Lampard, footballeur
- Steven Gerrard, footballeur
- Jean-Alain Boumsong, footballeur
- Guti, footballeur
- Iker Casillas, footballeur
- Cicinho, footballeur
- James Milner
- Robinho, footballeur
- Roberto Carlos, footballeur
- Laurent Robert, footballeur
- Thierry Henry, footballeur
- Howard Webb, arbitre

## Production

### Genèse et développement
L'idée d'un film sur le football germe dans la tête du producteur Matt Barrelle au moment de la Coupe du monde de football 2002 :

« C'est à l'occasion du match Angleterre-Brésil, pendant la Coupe du Monde 2002 au Japon, que j'ai pris conscience de l'enthousiasme et de l'émotion que pouvait susciter un match partout dans le monde. Le cinéma est un média d'émotion, d'aventure et de rêve. Le producteur Mike Jefferies et moi-même nous sommes dit que tous les ingrédients étaient là. Mais Goal ! : naissance d'un prodige ne parle pas seulement de football. C'est l'histoire d'une destinée, celle d'un jeune Latino de Los Angeles qui, lancé à la poursuite de son rêve, va vivre un parcours exceptionnel. »

L'équipe du film a pu compter sur le soutien de la Fédération internationale de football association (FIFA), comme l'exploique l'un des producteurs Mike Jefferies : « La FIFA nous a servi de guide pour avoir accès à des stades et autres infrastructures sportives, régler les problèmes de droits de licences et d'utilisation d'images et bien sûr, nous assurer la collaboration de grandes équipes de football ». Ce soutien de la FIFA vient en complément d'importants sponsors, comme The Coca-Cola Company et Adidas. Cette dernière signe un contrat record avec la production de près de 50 millions de dollars.
L'équipe de Newcastle United est choisie par la production pour différentes raisons résumées par le producteur Mike Jefferies : « Plusieurs raisons ont motivé ce choix. Ce club est mythique, il fait rêver tous ceux qui se passionnent pour le ballon rond. Son stade est immense et ses joueurs sont réputés pour leur jeu très offensif. L'esthétique de Newcastle, la ville, répondait aussi à nos besoins sur le plan visuel. »
Le Britannique Michael Winterbottom est initialement choisi comme réalisateur. Il quittera le projet en pleine production pour divergences artistiques. Il est remplacé par un autre Britannique, Danny Cannon.

### Attribution des rôles

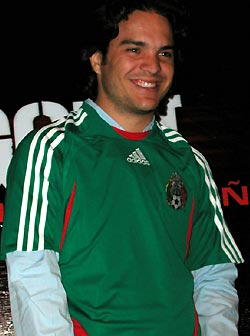
L'acteur Kuno Becker, portant le maillot du Mexique, en 2007

Pour le rôle principal, les producteurs envisagent d'abord Diego Luna, mais il est pris par d'autres projets. Ils choisissent alors Kuno Becker, un autre jeune acteur mexicain, mais avec peu d'expérience au cinéma. Le producteur Matt Barrelle déclare à ce propos « Nous ne voulions pas d'une vedette déjà installée. Il nous fallait un très bon acteur ayant un physique d'athlète, des origines hispaniques, argentines ou mexicaines ainsi que l'assurance et l'innocence dont fait preuve Santiago. Ces qualités-là ne se jouent pas, elles se ressentent. (...) Dans la plupart des films liés au sport, le rôle principal est tenu par un joueur professionnel. Ce n'était pas notre vision. Nous avions l'intention de faire un film, et non de diriger une équipe de football ! » N'étant pas un grand footballeur, Kuno Becker s'entraîne énormément avant le tournage, pendant cinq semaines et à raison de cinq heures par jour, avec l'ancien footballeur anglais Andy Ansah (en).
Stellan Skarsgård devait initialement tenir un rôle dans le film. Cependant, à la suite du départ du réalisateur Michael Winterbottom pour divergences artistiques, l'acteur quitte à son tour le projet.
De nombreux footballeurs professionnels apparaissent dans leur propre rôle dans le film, notamment de nombreux joueurs du Real Madrid, comme Zinédine Zidane, Raúl, David Beckham, Iker Casillas ou Roberto Carlos. Par ailleurs, on peut voir Brian Johnson, chanteur du groupe de rock AC/DC.

### Tournage
Le tournage a lieu en mars 2004. Si quelques scènes sont tournées à Los Angeles, le majorita des prises de vues a lieu en Angleterre :
- Newcastle upon Tyne (notamment son stade St James' Park)
- Brentford (et son Griffin Park)
- Londres (stade Craven Cottage à Fulham, stade Loftus Road)
- Berkshire (stade Holme Park (en) du Reading FC)
- Pinewood Studios dans le Buckinghamshire

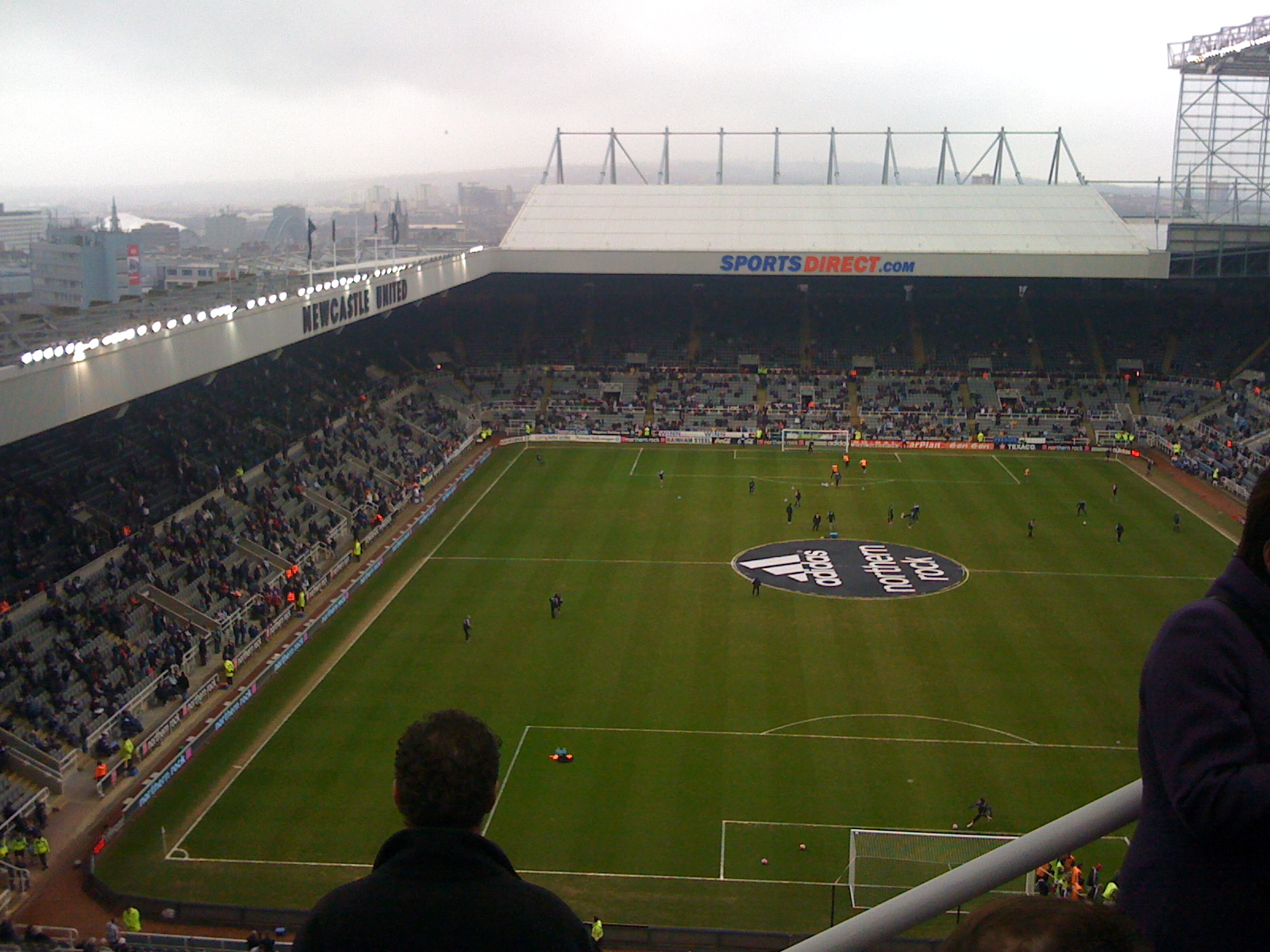
St James' Park
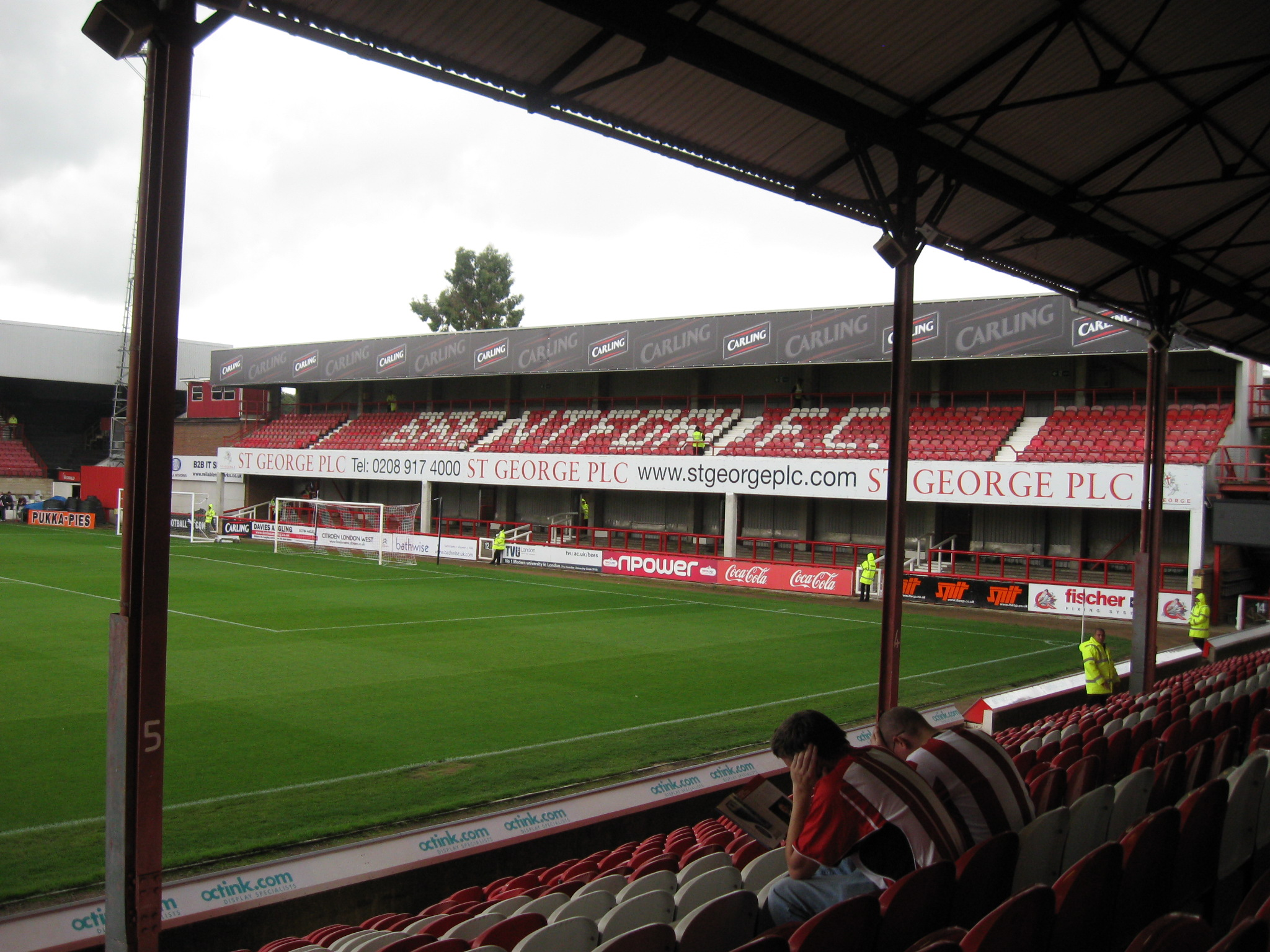
Griffin Park
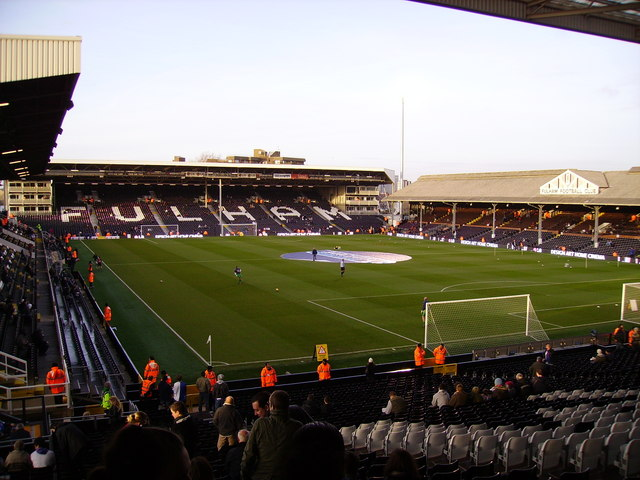
Craven Cottage
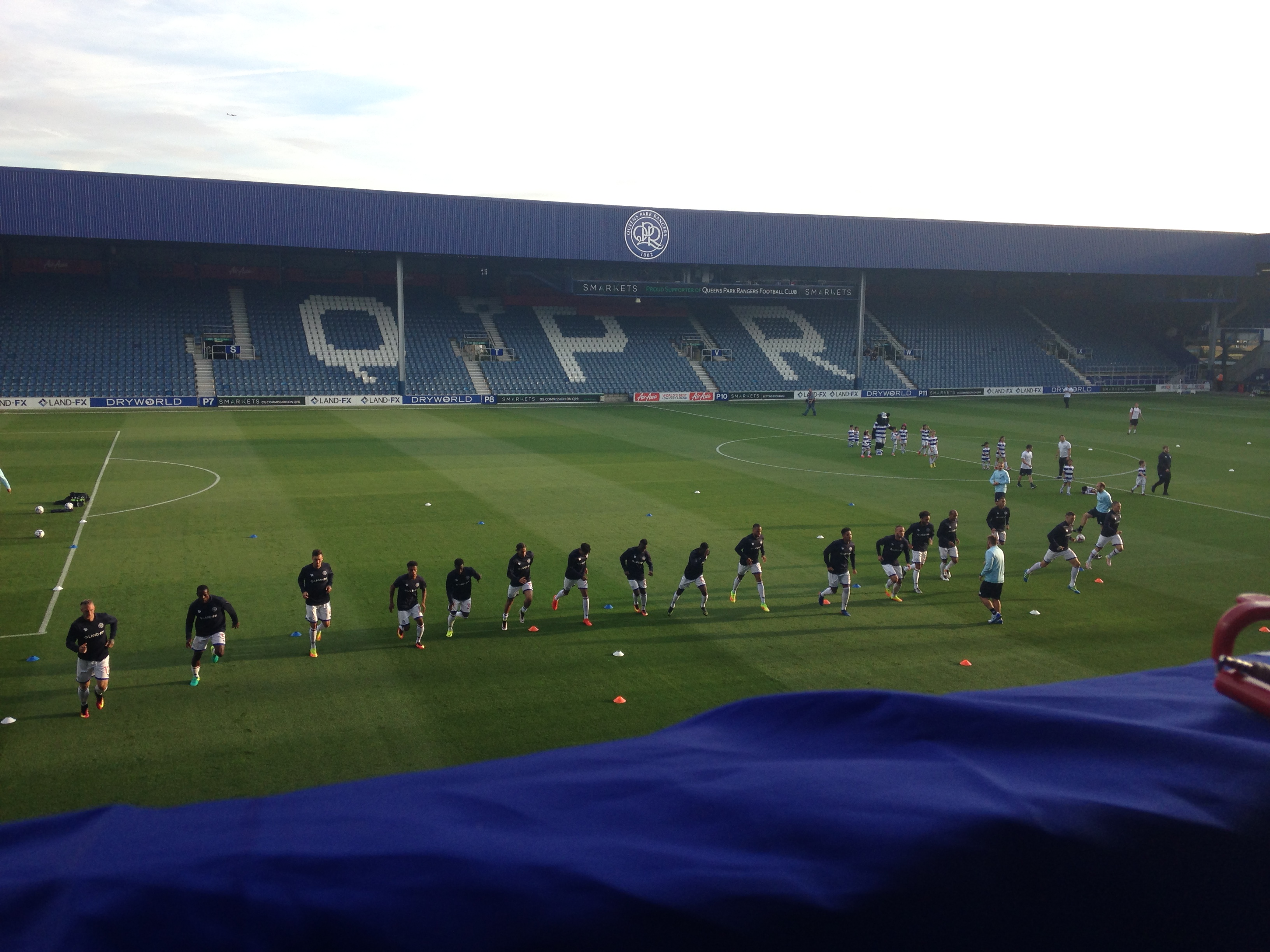
Loftus Road

## Bande originale
La musique du film est composée par Graeme Revell. Seulement deux de ses compositions originales sont présentes sur l'album de la bande originale commercialisé sur le label du groupe Oasis, Big Brother Recordings. L'album contient d'ailleurs des titres inédits, dont des remixes jamais publiés auparavant d'Oasis.
Liste des titres
1. Playground Superstar – Happy Mondays (titre inédit)
2. Who Put the Weight of the World on My Shoulders? – Oasis (inédit)
3. Leap of Faith – UNKLE featuring Joel Cadbury (inédit)
4. Human Love – Dirty Vegas
5. Morning Glory (Dave Sardy Mix) – Oasis (version inédite)
6. This Is the Land – The Bees
7. Cast No Shadow (UNKLE Beachhead Mix) – Oasis (version inédite)
8. That's That – Graeme Revell
9. Club Foot – Kasabian
10. Look Up – Zero 7
11. Wet! Wet! Wet! – Princess Superstar
12. Blackout – UNKLE
13. Will You Smile Again for Me – …And You Will Know Us by the Trail of Dead
14. Premiership Medley – Graeme Revell

## Accueil

### Critique
Le film reçoit des critiques plutôt mitigées. Sur l'agrégateur américain Rotten Tomatoes, il récolte 42% d'opinions favorables pour 83 critiques et une note moyenne de 5,17⁄10 avec un consensus mettant en avant la qualité des scènes de football mais la présence de « tous les clichés connus des films sur le sport ». Sur Metacritic, il obtient une note moyenne de 53⁄100 pour 19 critiques.
En France, le film obtient une note moyenne de 2,8⁄5 sur le site AlloCiné, qui recense 16 titres de presse.

### Box-office
Produit pour environ 30 millions de dollars, le film ne récolte que 27 millions de dollars au box-office mondial.
| Pays ou région    | Box-office      | Date d'arrêt du box-office | Nombre de semaines |
| ----------------- | --------------- | -------------------------- | ------------------ |
| États-Unis Canada | 4 283 255 $     | 10 août 2006               | 13                 |
| Royaume-Uni       | 3 699 444 $     | -                          | -                  |
| France            | 403 754 entrées | -                          | -                  |
| Total mondial     | 27 610 873 $    | -                          | -                  |

### TrilogieGoal!
- 2005 : Goal! : naissance d'un prodige (Goal!) de Danny Cannon
- 2007 : Goal 2 : La Consécration (Goal II: Living the Dream) de Jaume Collet-Serra
- 2009 : Goal! 3: Taking on the World d'Andy Morahan (sorti directement en vidéo)